# Zvonice (Loučná Hora)
Zvonice v Loučné Hoře u Smidar v okrese Hradec Králové je stupňovitá dřevěná stavba z roku 1942. Stojí na místě starší zvonice, která byla ve 20. letech 20. století kvůli špatnému technickému stavu zbořena.

## Historie
Bývalá zvonice byla považována za gotickou. Jednalo se o mohutnou hranolovou zvonici, podobně jako ve Staré Vodě. Nesla zvony z let 1513 a 1535 (ten byl od mistra zvonaře Jakuba Ptáčka).
Nová zvonice byla postavena a vysvěcena v roce 1942 na stejné místě, tj. jihozápadně od kostela svatého Jiří. Byly do ní umístěny původní zvony a přidán ještě jeden malý.
Společně s kostelem byla zvonice v roce 1958 prohlášena kulturní památkou.

## Architektura
Nová zvonice z roku 1942 je čtyřboká, má stupňovitý tvar a stojí na nízké kamenné podezdívce. Má štenýřovo-vzpěradlovou konstrukci: základ tvoří čtyři štenýře, napříč prostorem (tj. nikoli v rovině stěn) jsou pak vedeny úhlopříčné vzpěry. Jedná se vlastně o zdokonalený princip konstrukce lučické zvonice. Konstrukce díky prostorovým vzpěrám dobře odolává nejen převažujícímu namáhání ve směru pohybu zvonů, ale i případným druhotným příčným kmitům.
Ve spodní části stavby se stěny šikmo zužují. Tato část byla do roku 1978 pobita prkny, ta pak byla vyměněna za šindele. Ve zvonové části jsou stěny svislé, zde zůstalo kladení přelištovanými prkny a v každé stěně je obdélné zvonové okno. Nápadná profilovaná římsa pak odděluje stanovou střechu s prohnutými stěnami, krytou opět šindelem a zakončenou křížkem.
Vstup do zvonice je ze severu, ve směru od kostela.